# The Fashion Awards
I The Fashion Awards (dall'inglese, “I Premi della Moda”), conosciuti come Fashion British Awards fino al 2016, sono una premiazione assegnata dal British Fashion Council, durante una cerimonia tenuta annualmente nel Regno Unito, durante la quale vengono assegnati dei riconoscimenti a coloro che maggiormente si sono distinti nel corso dell'anno nel campo della moda britannica.

## Storia
La cerimonia è organizzata dal British Fashion Council, e viene normalmente tenuta nel corso della settimana della moda di Londra nel mese di febbraio. I British Fashion Awards si sono tenuti per la prima volta nel 1984. Oltre ai premi relativi ai migliori stilisti, ai migliori modelli e alle migliori collezioni di abbigliamento, vengono consegnati anche speciali riconoscimenti alle celebrità più "alla moda".

## Edizioni

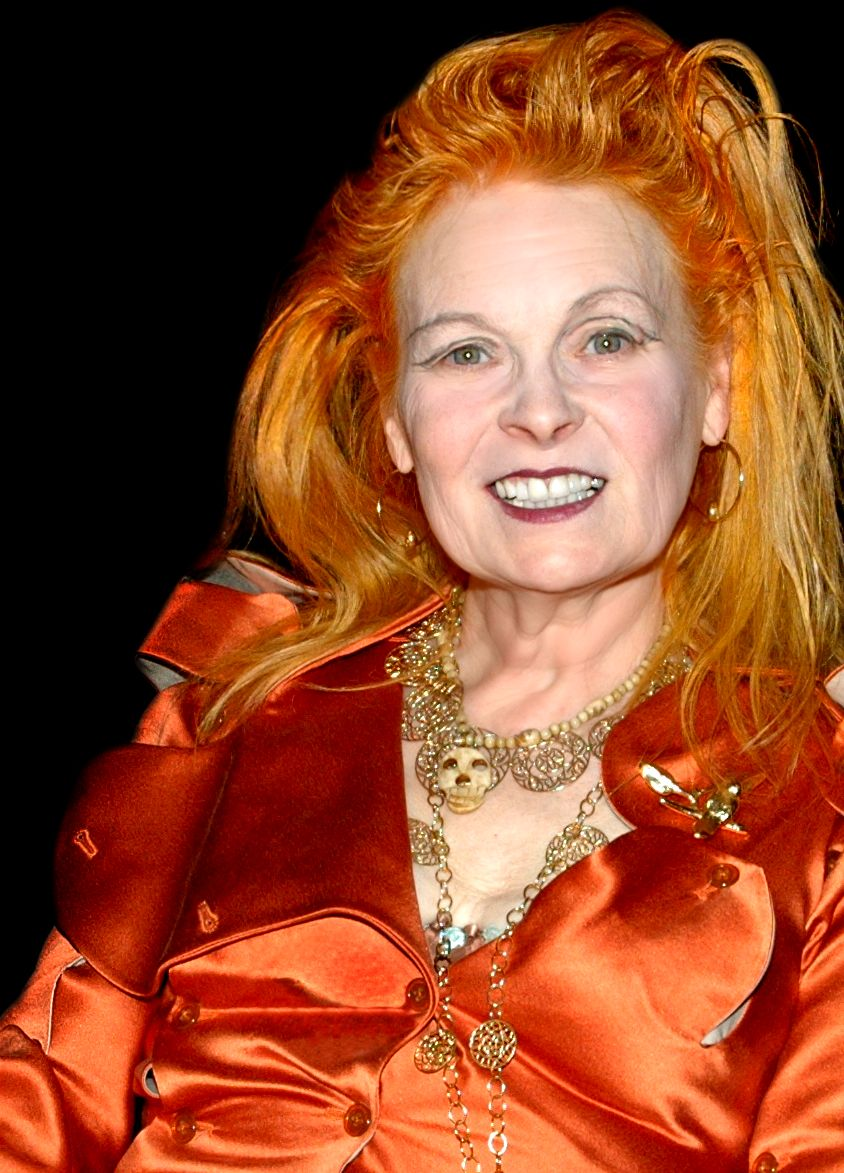
Vivienne Westwood, premiata per cinque volte ai British Fashion Award, tra cui due volte come Designer of the Year, nel 1990 e 1991

### 2023
| Premio                                                          | Vincitore                                 |
| British Menswear Designer of the Year                           | Martine Rose per Martine Rose             |
| British Womenswear Designer of the Year                         | Maximilian Davis per Ferragamo            |
| New Establishment Womenswear                                    | Chopova Lowena                            |
| Designer of the Year                                            | Jonathan Anderson per JW Anderson e Loewe |
| Model of the Year                                               | Paloma Elsesser                           |
| Special Recognition Award for Championing Young Designer Talent | Sarah Mower                               |
| Outstanding Achievement Award                                   | Valentino Garavani                        |
| Posthumous Special Recognition Award                            | Joe Casely-Hayford                        |
| Special Recognition Award                                       | Charlotte Tilbury MBE                     |
| Trailblazer award                                               | Edward Enningul OBE                       |
| Isabella Blow Award for Fashion Creator                         | Campbell Addy                             |
| Pandora leader of change award                                  | Michaela Coel                             |
| Cultural Innovator                                              | Sam Smith                                 |
| Special Recognition Award                                       | Sarah Burton                              |

### 2022
| Premio                                          | Vincitore |
| Designer of the Year                            | Pierpaolo Piccioli per Valentino                                                                                   |
| Special Recognition Award for Cultural Curation | Special Recognition Awards that celebrate outstanding contributions to the fashion industry goes to Jefferson Hack |
| Model of the Year                               | Bella Hadid |
| Indipendent British Brand                       | Wales Bonner |
| BFC Foundation Award                            | S.S. Daley |
| Isabella Blow Award for Fashion Creator         | Katie Grand |
| Metaverse World & Gaming Experience Award       | Burberry |
| Outstanding Achievement Award                   | Yvon Chouinard |

### 2019
| Premio                                    | Vincitore                                                                                                  |
| Designer of the Year                      | Daniel Lee per Bottega Veneta                                                                              |
| Accessories Designer of the Year          | Daniel Lee per Bottega Veneta                                                                              |
| Business Leader                           | Remo Ruffini per Moncler                                                                                   |
| Urban Luxe Award                          | Fenty |
| Model of the Year                         | Adut Akech                                                                                                 |
| British Emerging Talent - Womenswear      | Rejina Pyo per Rejina Pyo                                                                                  |
| British Emerging Talent - Menswear        | Bethany Williams per Bethany Williams                                                                      |
| British Designer of the Year - Womenswear | Daniel Lee per Bottega Veneta                                                                              |
| British Designer of the Year - Menswear   | Kim Jones per Dior Homme                                                                                   |
| Outstanding Achievement Award             | Giorgio Armani                                                                                             |
| Award for Positive Change                 | Signatories of the Fashion Industry Charter per Climate Action launched at UN Convention on Climate Change |
| Isabella Blow Award for Fashion Creator   | Sam McKnight                                                                                               |
| Brand of the Year                         | Bottega Veneta                                                                                             |
| Fashion Icon                              | Naomi Campbell                                                                                             |
| Trailblazer Award                         | Sarah Burton OBE                                                                                           |

### 2018
| Premio                                    | Vincitore                        |
| Designer of the Year                      | Pierpaolo Piccioli per Valentino |
| Accessories Designer of the Year          | Demna Gvasalia per Balenciaga    |
| Business Leader                           | Marco Bizzarri per Gucci         |
| Urban Luxe Award                          | Virgil Abloh per Off-White       |
| Model of the Year                         | Kaia Gerber                      |
| British Emerging Talent - Womenswear      | Richard Quinn per Richard Quinn  |
| British Emerging Talent - Menswear        | Samuel Ross per A-COLD-WALL      |
| British Designer of the Year - Womenswear | Clare Waight Keller per Givenchy |
| British Designer of the Year - Menswear   | Craig Green per CRAIG GREEN      |
| Outstanding Achievement Award             | Miuccia Prada                    |
| Swarovski Award for Positive Change       | Dame Vivienne Westwood           |
| Isabella Blow Award for Fashion Creator   | Mert and Marcus                  |
| Brand of the Year                         | Gucci                            |
| Special Recognition Award for Innovation  | Parley for the Oceans            |
| 2018 Trailblazer                          | Kim Jones                        |

### 2017
| Premio                                            | Vincitore                                    |
| Designer of the Year                              | Raf Simons per Calvin Klein                  |
| Accessories Designer of the Year                  | Jonathan Anderson per Loewe                  |
| Business Leader                                   | Marco Bizzarri per Gucci                     |
| Urban Luxe Award                                  | Off-White                                    |
| Model of the Year                                 | Naomi Campbell                               |
| British Emerging Talent - Womenswear              | Michael Halpern per Halpern                  |
| British Emerging Talent - Menswear                | Charles Jeffrey per Charles Jeffrey LOVERBOY |
| British Designer of the Year - Womenswear         | Jonathan Anderson per JW Anderson            |
| British Designer of the Year - Menswear           | Craig Green per CRAIG GREEN                  |
| Outstanding Contribution to British Fashion Award | Christopher Bailey MBE                       |
| Swarovski Award for Positive Change               | Maria Grazia Chiuri per Dior                 |
| Isabella Blow Award for Fashion Creator           | Pat McGrath MBE                              |
| Fashion Icon Versace & Artistic Director          | Donatella Versace                            |
| Special Recognition Award for Innovation          | Stella McCartney OBE                         |

### 2016
| Premio                                  | Vincitore                     |
| British Menswear Designer of the Year   | Craig Green per Craig Green   |
| British Womenswear Designer of the Year | Simone Rocha per Simone Rocha |
| British Emerging Talent                 | Molly Goddard                 |
| The Swarovski Award for Positive Change | Franca Sozzani                |
| Isabella Blow Award for Fashion Creator | Bruce Weber                   |
| Special Recognition                     | 100 Years of British Vogue    |
| British Brand                           | Alexander McQueen             |
| International Business Leader           | Marco Bizzarri per Gucci      |
| International Urban Luxury Brand        | Vetements                     |
| International Accessories Designer      | Alessandro Michele per Gucci  |
| International Ready-to-Wear Designer    | Demna Gvasalia per Balenciaga |
| International Model                     | Gigi Hadid                    |
| New Fashion Icon                        | Jaden & Willow Smith          |
| Outstanding Achievement                 | Ralph Lauren                  |

### 2015
| Premio                                  | Vincitore                    |
| Menswear Designer of The Year           | JW Anderson                  |
| Womenswear Designer of The Year         | JW Anderson                  |
| Emerging Womenswear Designer            | Thomas Tait                  |
| Emerging Menswear Designer              | Grace Wales Bonner           |
| Emerging Accessory Designer             | Jordan Askill                |
| Red Carpet                              | Tom Ford                     |
| Model                                   | Jourdan Dunn                 |
| Outstanding Achievement Award           | Karl Lagerfeld               |
| Creative Campaign                       | Burberry                     |
| International Designer                  | Alessandro Michele per Gucci |
| New Establishment Designer              | Mary Katrantzou              |
| Establishment Designer                  | Erdem                        |
| Brand                                   | Stella McCartney             |
| Isabella Blow Award for Fashion Creator | Nick Knight                  |
| British Style - Red Carpet Ambassador   | Gwendoline Christie          |
| British Style - Fashion Innovator       | FKA Twigs                    |
| Accessory Designer                      | Charlotte Olympia            |

### 2014
| Premio                                  | Vincitore                            |
| Menswear Designer of The Year           | J.W. Anderson                        |
| Womenswear Designer of The Year         | Erdem                                |
| Emerging Womenswear Designer            | Marques'Almeida                      |
| Emerging Menswear Designer              | Craig Green                          |
| Emerging Accessory Designer             | Prism                                |
| Red Carpet Designer                     | Alexander McQueen                    |
| Model                                   | Cara Delevingne                      |
| Special Recognition Award               | Chris Moore                          |
| Isabella Blow Award for Fashion Creator | Edward Enninful                      |
| International Designer                  | Nicolas Ghesquiere per Louis Vuitton |
| Outstanding Achievement Award           | Anna Wintour OBE                     |
| Creative Campaign                       | Louis Vuitton                        |
| New Establishment Designer              | Simone Rocha                         |
| Establishment Designer                  | Preen                                |
| Brand                                   | Victoria Beckham                     |
| British Style Award                     | Emma Watson                          |
| Accessory Designer                      | Anya Hindmarch                       |

### 2013
| Premio                                         | Vincitore                       |
| Menswear Designer of The Year                  | Christopher Bailey per Burberry |
| Womenswear Designer of The Year                | Christopher Kane                |
| Emerging Womenswear Designer                   | Simone Rocha                    |
| Emerging Menswear Designer                     | Agi & Sam                       |
| Emerging Accessories Designer                  | Sophia Webster                  |
| Isabella Blow Award for Fashion Creator        | Lady Amanda Harlech             |
| Model of The Year                              | Edie Campbell                   |
| International Designer of The Year             | Miuccia Prada per Prada         |
| Red Carpet Award                               | Erdem                           |
| New Establishment Designer of The Year         | J.W. Anderson                   |
| Brand of The Year                              | Burberry                        |
| British Style Award Brought to You by Vodafone | Harry Styles                    |
| Accessory Designer of The Year                 | Nicholas Kirkwood               |
| BFC Outstanding Achievement Award              | Terry and Tricia Jones          |
| Special Recognition Award                      | Kate Moss                       |
| Special Recognition Award                      | Suzy Menkes                     |

### 2012
| Premio                                  | Vincitore                   |
| Designer of The Year                    | Stella McCartney            |
| British Style Award                     | Alexa Chung                 |
| Emerging Talent Award - Ready-To-Wear   | J.W. Anderson               |
| Emerging Talent Award - Menswear        | Jonathan Saunders           |
| Red Carpet Award                        | Roksanda Ilincic            |
| Emerging Talent - Accessories           | Sophie Hulme                |
| Accessory Designer                      | Nicholas Kirkwood           |
| Designer Brand                          | Stella McCartney            |
| Isabella Blow Award for Fashion Creator | Louise Wilson               |
| Model                                   | Cara Delevingne             |
| New Establishment Award                 | Erdem                       |
| Menswear Designer                       | Kim Jones For Louis Vuitton |
| BFC Outstanding Achievement in Fashion  | Manolo Blahnik CBE          |
| Special Recognition Award               | Harold Tillman              |

### 2011
| Premio                                  | Vincitore                          |
| Designer of The Year                    | Sarah Burton per Alexander McQueen |
| Emerging Talent Award - Ready-To-Wear   | Mary Katrantzou                    |
| Emerging Talent Award - Accessories     | Tabitha Simmons                    |
| Emerging Talent Award - Menswear        | Christopher Raeburn                |
| Model                                   | Stella Tennant                     |
| Designer Brand                          | Victoria Beckham                   |
| British Style Award                     | Alexa Chung                        |
| Isabella Blow Award for Fashion Creator | Sam Gainsbury                      |
| Red Carpet Award                        | Stella McCartney                   |
| Accessory Designer                      | Charlotte Olympia                  |
| New Establishment Award                 | Christopher Kane                   |

### 2010
| Premio                                  | Vincitore               |
| Designer of the Year                    | Phoebe Philo per Celine |
| BFC Outstanding Achievement in Fashion  | Alexander McQueen       |
| Accessory Designer                      | Nicholas Kirkwood       |
| Model                                   | Lara Stone              |
| Menswear Designer                       | E. Tautz                |
| Emerging Talent Award - Ready-to-Wear   | Meadham Kirchhoff       |
| Emerging Talent Award - Accessories     | Husam El Odeh           |
| Special Recognition                     | Naomi Campbell          |
| Digital Innovation                      | Burberry                |
| British Style                           | Alexa Chung             |
| Isabella Blow Award for Fashion Creator | Nicola Formichetti      |
| Designer Brand                          | Mulberry                |

### 2009
| Premio                                            | Vincitore             |
| BFC Designer of the Year                          | Christopher Bailey    |
| Swarovski Emerging Talent Award for Accessories   | Holly Fulton          |
| Swarovski Emerging Talent Award for Ready-to-Wear | Peter Pilotto         |
| Designer Brand                                    | Burberry              |
| Model                                             | Georgia Jagger        |
| Accessory Designer                                | Katie Hillier         |
| Menswear Designer                                 | Kim Jones per Dunhill |
| BFC Outstanding Achievement in Fashion Design     | John Galliano         |
| London 25                                         | Kate Moss             |
| Isabella Blow Award for Fashion Creator           | Grace Coddington      |
| BFC British Collection of the Year                | Christopher Kane      |

### 2008
| Premio                                          | Vincitore                       |
| Designer of the Year                            | Luella Bartley                  |
| Outstanding Achievement                         | Stephen Jones                   |
| Swarovski Emerging Talent Award - Accessories   | Nicholas Kirkwood               |
| Swarovski Emerging Talent Award - Ready to Wear | Louise Goldin                   |
| Menswear Designer                               | Christopher Bailey per Burberry |
| Red Carpet Designer                             | Matthew Williamson              |
| Isabella Blow Award for Fashion Creator         | Tim Walker                      |
| Designer Brand                                  | Jimmy Choo                      |
| Accessory Designer                              | Rupert Sanderson                |
| Model                                           | Jourdan Dunn                    |
| Bespoke                                         | Richard James                   |

### 2007
| Premio                                                  | Vincitore                       |
| Designer of the Year                                    | Stella McCartney                |
| Red Carpet Designer                                     | Marchesa                        |
| New Generation Designer                                 | Christopher Kane                |
| Accessory Designer                                      | Tom Binns                       |
| Best New Retail Concept                                 | Marc Jacobs                     |
| Menswear Designer                                       | Christopher Bailey per Burberry |
| Model                                                   | Agyness Deyn                    |
| Designer Brand                                          | Anya Hindmarch                  |
| BFC Award for Outstanding Achievement in Fashion Design | Dame Vivienne Westwood          |
| BFC Enterprise Award (sponsor: Swarovski)               | Erdem                           |
| Isabella Blow Award for Fashion Creation                | Michael Howells                 |

### 2006
| Premio                                           | Vincitore                  |
| Designer of the Year                             | Giles Deacon               |
| Red Carpet Designer                              | Vivienne Westwood          |
| New Generation Designer                          | Marios Schwab              |
| Accessory Designer                               | Stuart Vevers per Mulberry |
| Retailer                                         | B Store                    |
| Menswear Designer                                | Kim Jones                  |
| Model of the Year                                | Kate Moss                  |
| V&A Award for Outstanding Achievement in Fashion | Joan Burstein CBE          |
| Fashion Creator                                  | Eugene Souleiman           |
| BFC Fashion Enterprise                           | Jonathan Saunders          |

### 2005
| Premio                                           | Vincitore                   |
| Designer of the Year                             | Christopher Bailey          |
| Red Carpet Designer                              | Roland Mouret               |
| New Generation Designer                          | Duro Olowu                  |
| Accessory Designer                               | Stephen Jones               |
| Retailer                                         | Dover Street Market         |
| Menswear Designer                                | Carlo Brandelli per Kilgour |
| Model of the Year                                | Karen Elson                 |
| V&A Award for Outstanding Achievement in Fashion | Suzy Menkes OBE             |
| Fashion Creator                                  | Charlotte Tilbury           |

### 2004
| Premio                                           | Vincitore         |
| Designer of the Year                             | Phoebe Philo      |
| New Designer                                     | Giles Deacon      |
| Accessory Designer                               | Mulberry          |
| Retailer                                         | Net-a-Porter      |
| Menswear Designer                                | Alexander McQueen |
| Model of the Year                                | Lily Cole         |
| V&A Award for Outstanding Achievement in Fashion | David Bailey      |
| Fashion Creator                                  | Pat McGrath       |

### 2003
| Premio                         | Vincitore          |
| Designer of the Year           | Alexander McQueen  |
| New Generation Designer        | Sophia Kokosalaki  |
| Accessory Designer             | Manolo Blahnik CBE |
| Glamour Designer               | Julien Macdonald   |
| Contemporary Designer          | Paul Smith         |
| High Street Fashion Retailer   | Reiss              |
| Menswear Designer              | Paul Smith         |
| British Journalist of the Year | Hilary Alexander   |
| Most Stylish Photographer      | Mario Testino      |
| Most Stylish Model             | Erin O'Connor      |
| Stylist                        | Katie Grand        |
| Female TV Personality          | Kim Cattrall       |
| Male TV Personality            | Ant & Dec          |
| Movie Actress                  | Minnie Driver      |
| Movie Actor                    | Ewan McGregor      |
| Male Music Artist              | Robbie Williams    |
| Female Music Artist            | Victoria Beckham   |
| Sports Personality             | David Beckham      |

### 2002
Nessun premio assegnato

### 2001
| Premio                  | Vincitore         |
| Designer of the Year    | Alexander McQueen |
| Glamour Designer        | Julien Macdonald  |
| Classic Designer        | Paul Smith        |
| Contemporary Designer   | Burberry          |
| Accessory Designer      | Anya Hindmarch    |
| Street Style            | i.e. uniform      |
| New Generation Designer | Stella McCartney  |
| Retailer                | Topshop           |
| Journalist              | Lisa Armstrong    |
| Stylist                 | Lucinda Chambers  |
| Model                   | Kate Moss         |
| Menswear                | Richard James     |
| Rover People's Award    | Jemima Khan       |

### 2000
| Premio                  | Vincitore         |
| Designer of the Year    | Hussein Chalayan  |
| Glamour Designer        | Stella McCartney  |
| Classic Design          | Burberry          |
| Contemporary Design     | Joseph            |
| Accessory Designer      | Jimmy Choo        |
| Street Style            | Maharishi         |
| New Generation Designer | Tracey Boyd       |
| Retailer                | Topshop           |
| Journalist              | Mimi Spencer      |
| Stylist                 | Katy England      |
| Menswear Designer       | Ozwald Boateng    |
| Rover People's Award    | Alexander McQueen |

### 1999
| Premio                  | Vincitore          |
| Designer of the Year    | Hussein Chalayan   |
| Hall of Fame            | Vidal Sassoon      |
| Classic Design          | Burberry           |
| Contemporary Designer   | Betty Jackson      |
| Accessory Designer      | Manolo Blahnik CBE |
| Street Style            | YMC                |
| New Generation Designer | Elspeth Gibson     |
| Retailer                | French Connection  |
| Journalist              | Suzy Menkes        |
| Glamour Designer        | English Eccentrics |
| Stylist                 | Lucinda Chambers   |
| Menswear                | Paul Smith         |

### 1998
Nessun premio assegnato

### 1997
| Premio                  | Vincitore                         |
| Designer of the Year    | Alexander McQueen & John Galliano |
| Hall of Fame            | Clinton Silver                    |
| Classic Design          | John Smedley                      |
| Contemporary Designer   | Nicole Farhi                      |
| Accessory Designer      | Philip Treacy                     |
| Street Style            | Red or Dead                       |
| New Generation Designer | Antonio Berardi                   |
| Retailer                | Jigsaw                            |
| Journalist              | Hilary Alexander                  |
| Glamour Designer        | Pearce Fionda                     |
| Menswear Designer       | Paul Smith                        |

### 1996
| Premio                  | Vincitore           |
| Designer of the Year    | Alexander McQueen   |
| Hall of Fame            | Lady Mary Henderson |
| Classic Design          | Jaeger              |
| Contemporary Designer   | Nicole Farhi        |
| Accessory Designer      | Philip Treacy       |
| Street Style            | Red or Dead         |
| New Generation Designer | Clements Ribiero    |
| Design-led retail       | Oasis               |
| Journalist              | Iain R. Webb        |
| Glamour Designer        | Amanda Wakeley      |
| Fashion Personality     | Kate Moss           |

### 1995
| Premio                  | Vincitore       |
| Designer of the Year    | John Galliano   |
| Hall of Fame            | Zandra Rhodes   |
| Classic Design          | Marks & Spencer |
| Contemporary Designer   | Nicole Farhi    |
| Accessory Designer      | Patrick Cox     |
| Street Style            | Red or Dead     |
| New Generation Designer | Pearce Fionda   |
| Design-led retail       | Oasis           |
| Journalist              | Iain R. Webb    |
| Glamour Designer        | Ben De Lisi     |

### 1994
| Premio                  | Vincitore            |
| Designer of the Year    | John Galliano        |
| Hall of Fame            | Jean Muir            |
| Glamour Designer        | Ben De Lisi          |
| Classic Design          | Marks & Spencer      |
| Accessory Designer      | Patrick Cox          |
| Knitwear Design         | Joseph               |
| More Dash than Cash     | French Connection    |
| New Generation Designer | Copperwheat Blundell |
| Design led retail       | Whistles             |

### 1993
| Premio                  | Vincitore         |
| Designer of the Year    | John Rocha        |
| More Dash than Cash     | French Connection |
| Classic Design          | Jaeger            |
| Knitwear Design         | Joseph            |
| Accessory Designer      | Philip Treacy     |
| New Generation Designer | Abe Hamilton      |
| Design led retail       | Whistles          |
| Glamour Designer        | Amanda Wakeley    |

### 1992
| Premio                  | Vincitore        |
| Designer of the Year    | Rifat Ozbek      |
| Glamour Designer        | Amanda Wakeley   |
| Classic Design          | Mulberry         |
| Knitwear Design         | Joseph           |
| Accessory Designer      | Philip Treacy    |
| New Generation Designer | Flyte Ostell     |
| More Dash than Cash     | Monix            |
| Hall of Fame            | Sir Edward Rayne |
|                         |                  |

### 1991
| Premio                  | Vincitore         |
| Designer of the Year    | Vivienne Westwood |
| Hall of Fame            | Beatrix Miller    |
| New Generation Designer | Bella Freud       |
| Accessory Designer      | Philip Treacy     |
| More Dash than Cash     | Monix             |
| Ready-to-Wear Designer  | John Smedley      |
| Classic Designer        | Jasper Conran     |
| Glamour Designer        | Catherine Walker  |

### 1990
| Premio                   | Vincitore         |
| Designer of the Year     | Vivienne Westwood |
| Hall of Fame             | Mary Quant        |
| Classic Design           | Joseph            |
| Knitwear Design          | Joseph            |
| Accessory Designer       | Manolo Blahnik    |
| More Dash than Cash      | Jigsaw            |
| Innovative Design        | Helen Storey      |
| British Couture Designer | Catherine Walker  |
| Glamour Designer         | Rifat Ozbek       |

### 1989
| Premio                   | Vincitore           |
| Designer of the Year     | Workers for Freedom |
| Hall of Fame             | Hardy Amies         |
| Classic Designer         | Nicole Farhi        |
| Contemporary Design      | Jigsaw              |
| Accessory Designer       | Dinny Hall          |
| Photographer of the Year | Eamonn McCabe       |
| Glamour Designer         | Anthony Price       |

### 1988
| Premio               | Vincitore   |
| Designer of the Year | Rifat Ozbek |

### 1987
| Premio               | Vincitore     |
| Designer of the Year | John Galliano |

### 1986
| Premio               | Vincitore     |
| Designer of the Year | Jasper Conran |

### 1985
| Premio               | Vincitore     |
| Designer of the Year | Betty Jackson |

### 1984
| Premio               | Vincitore         |
| Designer of the Year | Katherine Hamnett |